# Гравець року ФІФА 1996
«Гравець року ФІФА» за підсумками 1996 року був названий 20 січня 1997 року на урочистому заході в «Centro Cultural de Belém» (Лісабон). Це було шосте нагородження трофеєм «Гравець року ФІФА», започаткованого ФІФА у 1991 році. Лауреатом нагороди став бразильський нападник «Барселони» Роналду.
Переможець визначався за підсумками голосування серед 120 тренерів національних команд світу. Кожен із тренерів визначав трійку найкращих футболістів, окрім співвітчизників. Перше місце оцінювалось у п'ять балів, друге — три бали, третє місце — 1 бал.

## Підсумки голосування
| №  | Гравець            | Клуб(и)           | Країна    | Очки |
| -- | ------------------ | ----------------- | --------- | ---- |
| 1  | Роналду            | ПСВ Барселона     | Бразилія  | 329  |
| 2  | Джордж Веа         | Мілан             | Ліберія   | 140  |
| 3  | Алан Ширер         | Блекберн Ньюкасл  | Англія    | 123  |
| 4  | Маттіас Заммер     | Боруссія Д        | Німеччина | 109  |
| 5  | Юрген Клінсманн    | Баварія           | Німеччина | 54   |
| 6  | Нванкво Кану       | Аякс Інтер        | Нігерія   | 32   |
| 7  | Паоло Мальдіні     | Мілан             | Італія    | 25   |
| 8  | Давор Шукер        | Севілья Реал      | Хорватія  | 24   |
| 9  | Габрієль Батістута | Фіорентіна        | Аргентина | 19   |
| 10 | Ромаріу            | Фламенгу Валенсія | Бразилія  | 13   |